# Inazuma Eleven: Ares no Tenbin
Inazuma Eleven: Ares no Tenbin (イナズマイレブン アレスの天秤) est une série d'animation japonaise produite par le studio OLM, diffusée du 6 avril au 28 septembre 2018 sur TV Tokyo au Japon. Une suite intitulée Inazuma Eleven: Orion no Kokuin est diffusée entre octobre 2018 et septembre 2019.
Elle devait initialement sortir en parallèle d'un jeu, mais ce dernier a été repoussé à de nombreuses reprises et remplacé par Inazuma Eleven: Victory Road.